# Prepusa
Prepusa is een geslacht van kevers uit de familie van de loopkevers (Carabidae). De wetenschappelijke naam van het geslacht is voor het eerst geldig gepubliceerd in 1850 door Maximilien de Chaudoir.

## Soorten
Het geslacht Prepusa is monotypisch en omvat slechts de volgende soort:
- Prepusa miranda (Chaudoir, 1843)